# Veljko Mršić
Veljko Mršić, né le 13 avril 1971 à Split, dans la république socialiste de Croatie, est un joueur puis entraîneur croate de basket-ball. Pendant sa carrière de joueur, il évolue au poste d'ailier.

## Carrière
En 2015, après le départ de l'entraîneur Jasmin Repeša, Mršić devient entraîneur du Cedevita Zagreb et en mars 2016, son contrat est prolongé pour 3 ans. Il quitte le club en juin 2017 et est remplacé par Jurij Zdovc.

### Palmarès
- 3e du championnat du monde 1994
- 3e du championnat d'Europe 1993 et 1995